# Ufficio facce/La gallina
Ufficio facce/La gallina è il sesto singolo del duo italiano Cochi e Renato, pubblicato nel settembre 1972. Il disco contiene la sigla della trasmissione televisiva Il buono e il cattivo.

## Descrizione
Il disco viene pubblicato dopo tre anni di "silenzio" discografico del duo comico: precedenti pubblicazioni erano state l'album Una serata con Cochi & Renato e i due singoli È l'amore e Un pezzo di pane/La domenica, usciti tutti per la RCA Milano nel 1969.
Questo nuovo singolo, pubblicato ora dalla RCA Italiana (la RCA Milano era stata chiusa nel 1970), contiene la sigla della trasmissione televisiva Il buono e il cattivo, condotta da Cochi e Renato, con la regia di Giuseppe Recchia, e trasmessa dal Secondo Programma nel 1972. Il lato B del disco contiene invece una nuova versione della canzone La gallina, differente rispetto a quella già pubblicata nel singolo Gli indiani del 1967 e a quella, dal vivo, contenuta nell'album Una serata con Cochi & Renato. Il pezzo viene qui accreditato al solo Enzo Jannacci (che qui compare anche in veste di produttore), mentre successivamente sarà invece accreditata anche a Cochi Ponzoni e Renato Pozzetto.
Il disco è stato pubblicato dalla RCA Italiana nel settembre 1972 in un'unica edizione, in formato 7", con numero di catalogo PM 3677.

## Tracce
1. Ufficio facce – 1:37 (Enzo Jannacci, Cochi Ponzoni, Renato Pozzetto)
2. La gallina – 3:27 (Enzo Jannacci)

Durata totale: 5:04

## Crediti
- Cochi Ponzoni - voce, chitarra
- Renato Pozzetto - voce, chitarra
- Enzo Jannacci - produzione

## Edizioni
- 1972 - Ufficio facce/La gallina (RCA Italiana, PM 3677, 7")